# St. Severin (Aachen-Eilendorf)

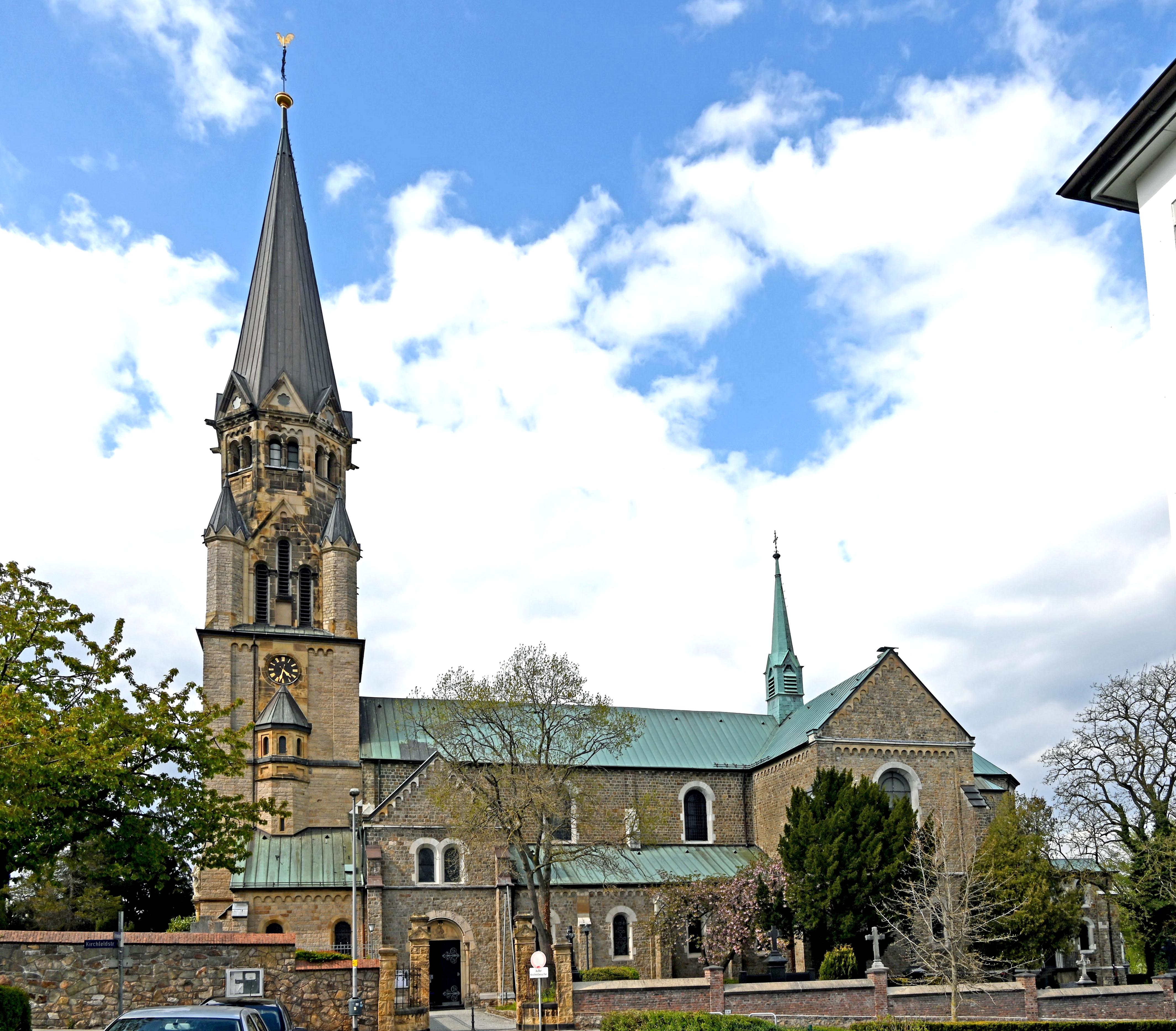
St. Severin

St. Severin ist eine römisch-katholische Kirche in Aachen-Eilendorf. Sie ist die Pfarrkirche der Gesamtpfarrei St. Severin im Bistum Aachen. 

## Geschichte

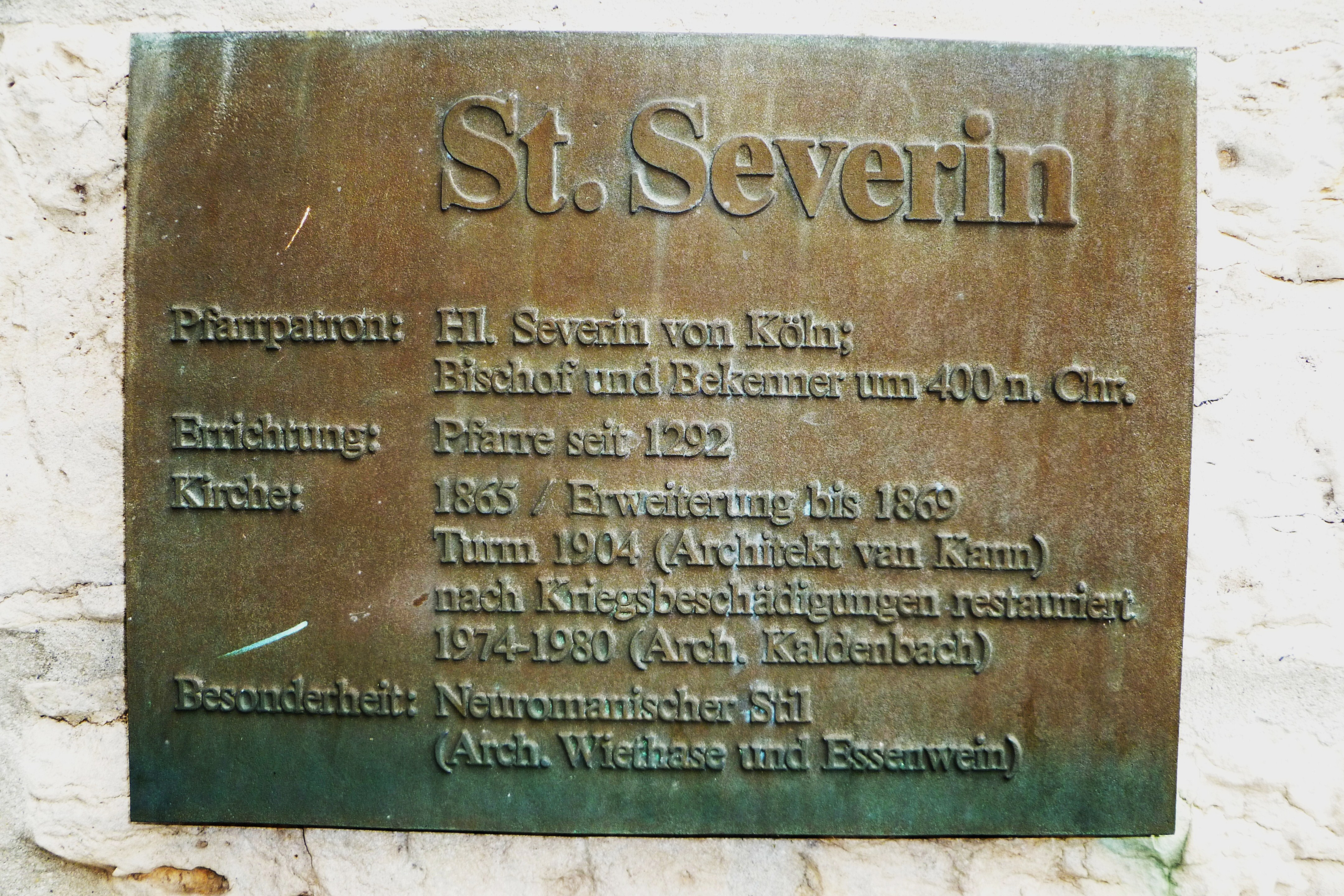
Infotafel an St. Severin

Die Pfarrei mit dem Patrozinium des heiligen Severin von Köln wurde im Jahr 1293 von der Reichsabtei Kornelimünster gegründet und blieb ihr bis zur Säkularisation 1804 inkorporiert. An Stelle der alten Kirche wurde 1864 die heutige Kirche nach Plänen von Heinrich Wiethase und August Essenwein erbaut. Seit etwa 1870 wird der umliegende Friedhof belegt. Erst 1908 war der Turm, errichtet nach Plänen des Haarener Architekten Heinrich van Kann, vollendet.
Am 14. Juli 1943 durch Bombentreffer schwer beschädigt, wurde St. Severin bis 1953 wiederhergestellt. Eine Bausanierung mit Neugestaltung des Inneren wurde durch den Architekten Kaldenbach von 1974 bis 1980 durchgeführt. 1988 wurde St. Severin in die Denkmalliste der Stadt Aachen aufgenommen.
Seit 2010 bildet St. Severin mit drei weiteren ehemaligen Pfarrgemeinden die neue Gesamtpfarrei St. Severin.

## Architektur

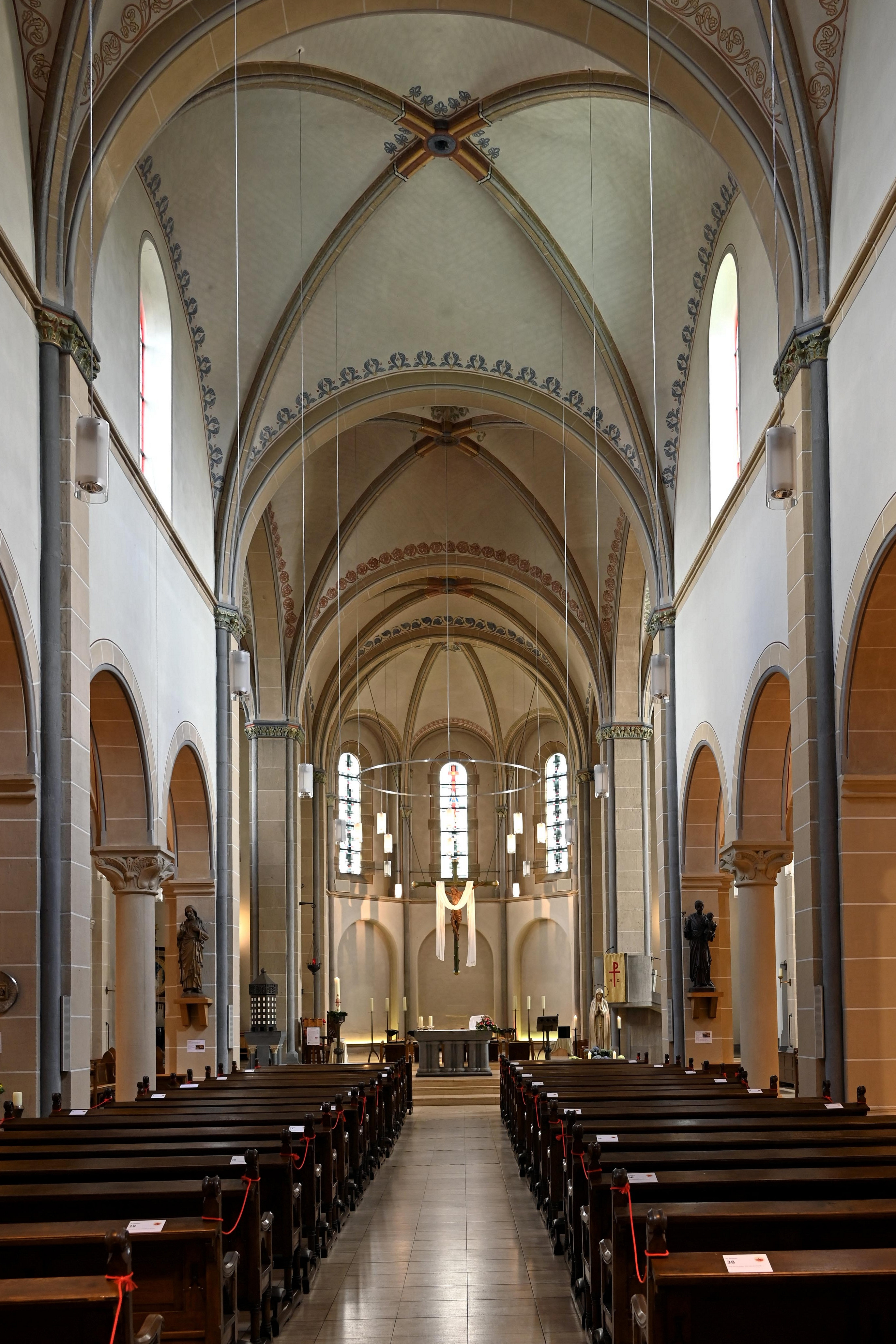

Die Severinskirche ist im neuromanischen Stil nach Vorbildern der rheinischen Romanik aus grob behauenem Werkstein gebaut. Sie ist eine geostete dreischiffige Basilika auf Kreuzgrundriss mit Vierungs-Dachreiter. Den Chorschluss bildet eine polygonale Apsis. Zusätzlich zum Hauptquerhaus, dessen Firsthöhe der des Mittelschiffs entspricht, sind im Westen zwei niedrigere Querhausarme angesetzt. Unmittelbar daran fügt sich der aufwendige Westbau an. Über dem von zwei niedrigen Seitenflügeln flankierten Portal erhebt sich auf quadratischem Grundriss der viergeschossige Turm, der mit Ecktürmchen, Rundbogen- und Rosettenfenstern, Bogenfriesen und Lisenen reich gegliedert und dessen Obergeschoss ein Oktogon mit Pyramidenspitze ist.

## Orgel

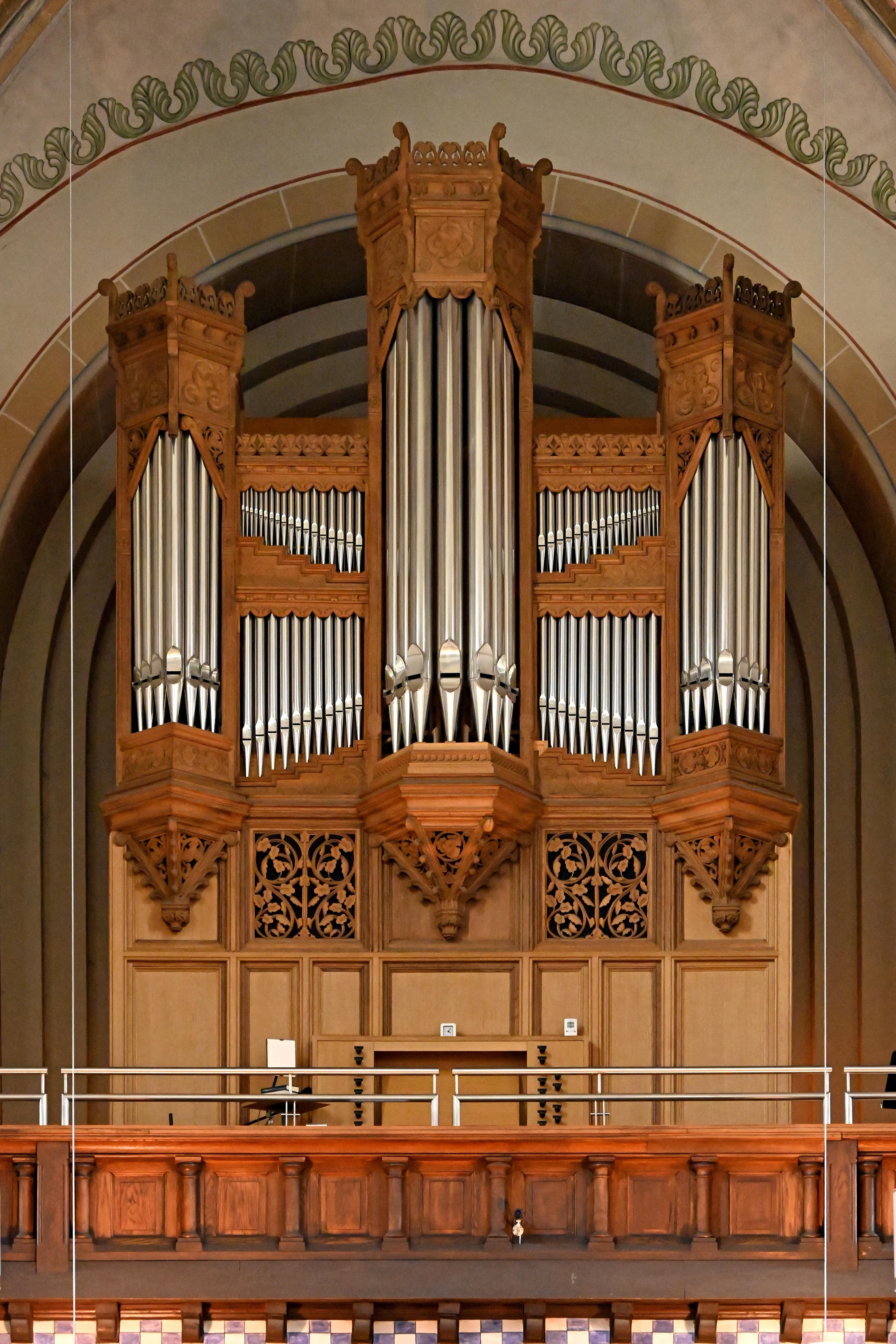
Orgel

Die Orgel wurde 1997 von der Orgelbaufirma Goeckel erbaut. Das Schleifladen-Instrument hat 28 Register auf zwei Manualen und Pedal. Die Spiel- und Registertrakturen sind mechanisch. Die Disposition lautet wie folgt:
| I Grand Orgue C–g3 |                  |       |
| 1.                 | Montre           | 8′    |
| 2.                 | Flûte harmonique | 8′    |
| 3.                 | Bourdon          | 8′    |
| 4.                 | Gambe            | 8′    |
| 5.                 | Octave           | 4′    |
| 6.                 | Flûte            | 4′    |
| 7.                 | Quinte           | 2 ⁄3′ |
| 8.                 | Doublette        | 2′    |
| 9.                 | Cornet V         | 8′    |
| 10.                | Fourniture IV    | 1 ⁄3′ |
| 11.                | Trompette        | 8′    |

| II Récit expressif C–g3 |                    |       |
| 12.                     | Bourdon            | 16′   |
| 13.                     | Flûte traversière  | 8′    |
| 14.                     | Salicional         | 8′    |
| 15.                     | Voix céleste       | 8′    |
| 16.                     | Flûte octaviante   | 4′    |
| 17.                     | Sesquialter II     | 2 ⁄3′ |
| 18.                     | Octavin            | 2′    |
| 19.                     | Plein-jeu V        | 2′    |
| 20.                     | Trompette harm.    | 8′    |
| 21.                     | Basson-Hautbois    | 8′    |
| 22.                     | Clairon harmonique | 4′    |
|                         | Tremblant          |       |

| Pedal C–f1 |           |     |
| 23.        | Flûte     | 16′ |
| 24.        | Soubasse  | 16′ |
| 25.        | Basse     | 8′  |
| 26.        | Octave    | 4′  |
| 27.        | Basson    | 16′ |
| 28.        | Trompette | 8′  |

## Gräber

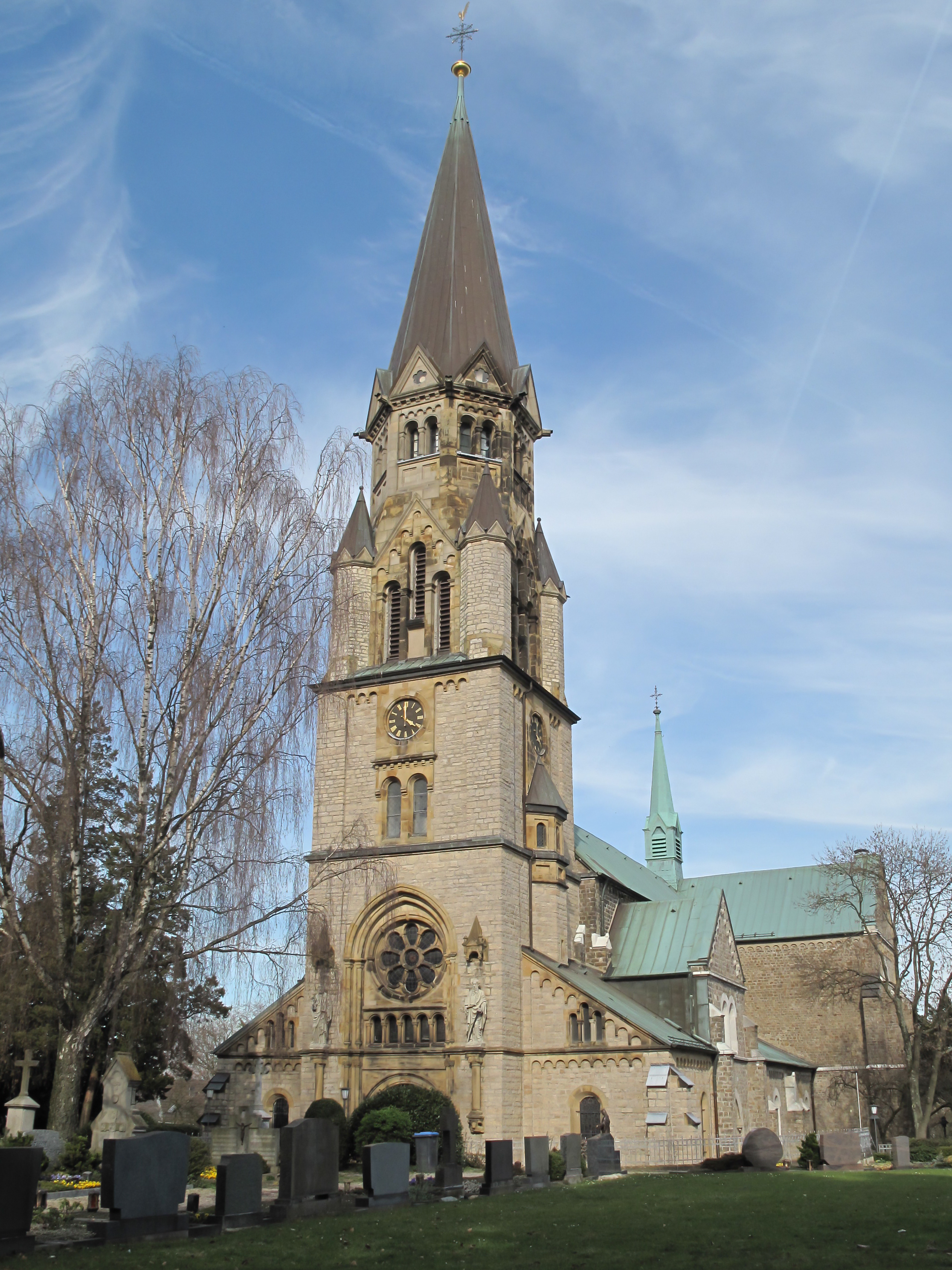

Nach damaligen Brauch befanden sich in der Kirche selbst Grabstätten. Hier wurden die damaligen ansässigen Adelsfamilien begraben. Durch die Aufzeichnungen des Küsters Huberti Heimich aus dem Jahr 1772 sind die Anzahl und Lage der Gräber bekannt.
- 16 Gräber auf dem Chor vom hohen Altar bis zur Kommunionsbank.
- 20 Gräber von der Kommunionsbank bis an die Bänke.
- 12 Gräber im Gang zwischen den Bänken.
- 21 Gräber von den Bänken bis an den Turm.
- 12 Gräber unter dem Turm.
- 1 Grab unter den Bänken Richtung Kornelimünster.